# Budim Vivodinski
Budim Vivodinski – wieś w Chorwacji, w żupanii karlowackiej, w mieście Ozalj. W 2011 roku liczyła 15 mieszkańców.